# Andrej Prosjkin
Andrej Aleksandrovitj Prosjkin (russisk: Андре́й Алекса́ндрович Про́шкин) (født 13. september 1969 i Moskva i Sovjetunionen) er en russisk filminstruktør og manuskriptforfatter.

## Filmografi
- Spartak i Kalasjnikov (Спартак и Калашников, 2002)[1][2]
- Igry motylkov (Игры мотыльков, 2004)
- Apelsinovyj sok (Апельсиновый сок, 2010)
- Orda (Орда, 2012)
- Orlean (Орлеан, 2015)